# 春乃美月
春乃 美月（はるの みづき、1997年1月7日 - ）は、山口県出身の女優、モデル。
2014年3月末までノーメイクに所属、その後ムーン・ザ・チャイルドを経て、ベリーベリープロダクション所属。

## 経歴
2011年1月より、福岡発アイドルユニット「青SHUN学園」および「青春女子学園」の生徒会（センターメンバー）として活躍。青女バンドのリーダーとしてギターを担当するなどもしたが、2014年3月16日のライブをもって卒業。
2014年4月よりWebサイト「Stereo Sound ONLINE」に於いて写真付きブログの連載スタート。
2014年4月より「ムーン・ザ・チャイルド所属。
2016年4月よりベリーベリープロダクション所属

## 人物
趣味はアニメ・コミック鑑賞。睡眠、お菓子を食べること、特技はクラシックバレエ、ジャズダンス、ギター。好きな映画はドリームガールズなど。
担当カラーがブルーだったことからファンは“青界隈”と呼ばれる。愛称は“はるみづ”。
アニメオタク・2次元好きとして知られる。
高校時代はバンド活動も行う（ギター・ボーカル担当）。

## 出演

### CM
- 美祢市消費生活相談室
- 山口県消費生活センター
- 銀座一丁目歯科 「アイドル篇」、「KISS篇」

### 映画
- 「トイレの花子さん」（2013年）
- 短編映画「時計のない教室」（英語字幕版/2013年）
- 「アヒージョ!」（2015年）

### TVドラマ
- NHK BSプレミアム「ブシメシ!2」 - 蕎麦屋の娘 役

### Web
- 「先生に恋した夏」（2016年） - 生徒役
- 「Yahoo!JAPANライフマガジン」女性が仕切るラーメン店で優しさチャージ![5] - リポーター
- 「Yahoo!JAPANライフマガジン」オリジナルラーメンin銀座：まるで料亭の味!極上の鴨ラーメン![6] - リポーター

### TV番組
- テレビ山口「サタデーマガジン」 - 山口県立美術館「大正ロマン昭和モダン展」ナビゲーター
- BS朝日「スポーツクロス」（2017年7月 - 8月） - レギュラー[7]

### 舞台
- アリスインプロジェクト「陰陽よろず屋 開業中![8]」（2016年2月24日 - 28日、築地・ブディストホール） - 星組：たま 役
- アリスインプロジェクト「イマジカル・マテリアル[9][10]」（2017年3月15日 - 20日、新宿村LIVE） - 月組：ナツキ 役
- 劇団ドリームプリンセス「ぴんすぽ!」（2017年6月8日 - 11日、六行会ホール） - 桃河紗希 役
- 「 シズカ式「日本橋ドロップス」第二缶（2017年12月7日 - 10日、東日本橋・アクアスタジオ） - Bメロン味チーム
  - 第1話「パニックバージンロード」 - 絵美 役
  - 第3話「思い出モンスター」 - 松井瞳 役

### ミュージカル
- SHOWIN若き志士たち
- エステーミュージカル「赤毛のアン」

### その他
- 「第58回日本糖尿病学会年次学術総会」 - プロモーション映像ナビゲーター
- 「STOP! 薬物乱用 ～断る勇気～」 東京都福祉保健局健康安全部薬務課公式サイト[11]